# Вторжение варваров в Галлию
Вторжение варваров в Галлию — вторжение варварских народов (вандалов, аланов, бургундов и свевов) на территорию Галлии, которое вместе с вторжением готов Алариха в Италию привело к падению Западной Римской империи. 

## Переправа через Рейн
Ночью 31 декабря 406 года смешанный отряд вандалов, аланов и свевов пересек замерзший Рейн у Могонтиакума (Майнц), где был мост, и закрепился на плацдармах на противоположной стороне, а затем это сделала основная часть толпы из примерно 200 000 человек. Переправа была осуществлена на очень широком фронте. Силы римлян не смогли противостоять атаке такого масштаба и, по-видимому, покинули Могонтиакум и сосредоточились в Борбетомагусе (Вормс), где они были осаждены захватчиками. Могонтиакум был разграблен, а Борбетомагус сумел продержаться несколько месяцев, но в конце концов пал до того, как войска узурпатора Константина, прибывшие из Британии, достигли этого района. Захватчики продолжили движение на юг вдоль Рейна и также захватили Неметис (Шпейер) и Аргенторат (Страсбург), тем самым разрушив римскую оборону (лимес) вдоль большого участка Рейна.

## Разграбление Галлии
Поскольку римский военный потенциал вдоль Рейна был ликвидирован, захватчики разделились на группы, чтобы продолжить свое наступление в Галлию. Некоторые двинулись на запад по двойному фронту из Могонтиакума и Аргентората. Их целью были города, которые хорошо снабжались на зиму, поэтому следующими подверглись нападению Августа Треверорум (Трир) и Диводорум (Мец), оба расположенные на реке Мозель. Первый был столицей префектуры и, безусловно, самым важным городом в северной Галлии. Крепость была взята, и после разграбления некоторые захватчики оставались там до тех пор, пока Константину не удалось вернуть его несколько месяцев спустя. Диводорум также пал, и оба фронта захватчиков продолжали свое движение, пока не встретились в Реймсе, важном перекрестке и столице провинции Белгика Сегунда. Из этого города они снова разделились и продолжили разграбление близлежащих городов, двигаясь на юг в Аквитанию, где они захватили еще много городов. Другие группы тем временем переправились из Рейна в долину Роны, где они разграбили еще больше городов, пока не достигли Арелата (Арль). Затем они остановились недалеко от побережья Средиземного моря, а затем продолжили движение в Тулузу, которую они не смогли взять, несмотря на осаду в течение нескольких месяцев.

## Восстановление контроля
Константин, избранный британскими контингентами римских войск императором, начал переправу на материк, которую он готовил в течение нескольких месяцев, и высадился со своей армией в Гезориакуме (Булонь-сюр-Мер) в конце февраля или начале марта 407 года. Римские войска в Галлии также восстали, убили своего командира Флавия Гауденция и присоединились к войскам Константина. Его армия отразила вторжения захватчиков в зону возле Ла-Манша, не пустив их дальше Атрабатиса (Арраса) и Турнако (Турне). После этого он направился к Рейну, где к нему присоединились пограничники (limitanei) дукса Нижней Германии, и он смог обезопасить границу, сохранив союзные соглашения с франками. Константин продолжил путь на юг вдоль реки, пока не достиг района около Трира, где он вступил в бой с захватчиками, которые все еще оставались в этой области, и нанес им решительное поражение. Он вернул себе столицу префектуры, а также прибрежные города. Ему также удалось возобновить соглашения с бургундами и алеманнами, так что вся граница была восстановлена. Этому способствовали аланы Гоара, которые перешли на другую сторону и помогли защитить верховья, чтобы отговорить бургундов и алеманнов от вторжения в Галлию в царившем там хаосе. После установления контроля над границей Константин продолжил движение на юг вдоль долины Роны и вернул города, захваченные варварской коалицией, включая важный город Арль, где он расположился лагерем.
Победа Константина оказала большое влияние на группы варваров, которые были разбросаны по всей остальной Галлии. Местные власти затем пытались заключить с ними мирные соглашения и сумели оформить несколько договоров о правах федератов. Константин также способствовал этому умиротворению, чтобы иметь возможность сосредоточиться на противостоянии с императором Гонорием, стремившимся положить конец его узурпации. Таким образом к последним месяцам 407 года грабежи варваров прекратились и был восстановлен определенный мир.

## Результаты
Переправа через Рейн и вторжение варваров в Галлию нарушила одну из самых безопасных границ империи и вызвала крах гражданского порядка в Галлии, тем самым став одним из кульминационных моментов событий, в последующем приведших к гибели Римской империи. Вторжение в Галлию считается важной вехой Великого переселения народов.